# Wjatscheslaw Wassiljewitsch Stepanow

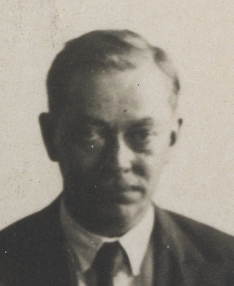
W. W. Stepanow

Wjatscheslaw Wassiljewitsch Stepanow (russisch Вячеслав Васильевич Степанов; englische Transkription Vyacheslav Vassilievich Stepanov; * 4. September 1889 in Smolensk; † 22. Juli 1950 in Moskau) war ein russischer Mathematiker, der sich vor allem mit Analysis beschäftigte.

## Leben
Stepanow war der Sohn von Lehrern und studierte ab 1908 an der Lomonossow-Universität bei Dmitri Jegorow und Nikolai Nikolajewitsch Lusin. 1912 machte er seinen Abschluss und studierte danach weiter an der Universität Göttingen bei Edmund Landau und David Hilbert. 1915 war er wieder in Moskau und wurde Dozent an der Lomonossow-Universität, wo er eng mit Jegorow zusammenarbeitete bis zu dessen Entlassung als Direktor des Instituts für Mathematik und Mechanik 1929. Stepanow wurde 1928 Professor an der Lomonossow-Universität und war dort von 1939 bis zu seinem Tod Direktor des Instituts für Mathematik und Mechanik.
In zwei Veröffentlichungen 1923 und 1925 gab er notwendige und hinreichende Bedingungen dafür an, das eine Funktion in zwei Variablen definiert auf einer Menge M vom Maß größer Null fast überall auf M ein totales Differential besitzt. Er befasste sich auch mit dynamischen Systemen (im Anschluss an George Birkhoff), der qualitativen Theorie gewöhnlicher Differentialgleichungen (worüber er ein bekanntes Lehrbuch mit seinem Schüler Viktor Nemitski schrieb) und fastperiodischen Funktionen (im Anschluss an Harald Bohr). Er spielte eine bedeutende Rolle in der Moskauer Mathematischen Gesellschaft und ist Begründer einer russischen Schule in der qualitativen Theorie der Differentialgleichungen und Theorie dynamischer Systeme.
Zu seinen Schülern zählt Alexander Ossipowitsch Gelfond.
1946 wurde er korrespondierendes Mitglied der Sowjetischen Akademie der Wissenschaften. 1951 erhielt er den Stalinpreis.

## Schriften
- mit Viktor V. Nemytskii: Qualitative Theory of Differential Equations. Princeton University Press 1960, Dover 1989.
- Lehrbuch der Differentialgleichungen (= Hochschulbücher für Mathematik. Band 20). Berlin, Deutscher Verlag der Wissenschaften, Berlin 1956.